# (5849) Bhanji
(5849) Bhanji est un astéroïde de la ceinture principale.

## Description
(5849) Bhanji est un astéroïde de la ceinture principale. Il fut découvert le 27 avril 1990 à l'observatoire Palomar par Eleanor Francis Helin. Il présente une orbite caractérisée par un demi-grand axe de 3,18 UA, une excentricité de 0,01 et une inclinaison de 22,6° par rapport à l'écliptique.

## Compléments